# Odd Bohlin Borgersen
Odd Bohlin Borgersen (* 10. April 1980 in Drammen) ist ein norwegischer Eisschnellläufer.
Odd Borgersen debütierte im November 2003 beim Weltcupauftakt der Saison in Hamar. Der Mittel- und Langstreckenläufer erreichte erstmals beim Weltcup von Moskau im November 2006 eine Platzierung unter den ersten Zehn (Platz 6 über 10.000 Meter). Dreimal war er norwegischer Vizemeister. Bei den Weltmeisterschaften 2005 in Inzell erreichte er sowohl über 5000 als auch über 10.000 Meter den fünften Platz. Im Team gewann er mit Petter Andersen und Eskil Ervik die Bronzemedaille. Bei den Olympischen Spielen 2006 in Turin gehörte Borgersen zum norwegischen Aufgebot, wurde jedoch nicht eingesetzt.
Odd Bohlin Borgersen ist der Zwillingsbruder von Reidar Bohlin Borgersen, der auch Eisschnellläufer ist.

## Eisschnelllauf-Weltcup-Platzierungen
| Platzierung | 100 m | 500 m | 1000 m | 1500 m | 5000 m | 10000 m | Team |
| ----------- | ----- | ----- | ------ | ------ | ------ | ------- | ---- |
| 1. Platz    |       |       |        |        |        |         |      |
| 2. Platz    |       |       |        |        |        |         |      |
| 3. Platz    |       |       |        |        |        |         |      |
| Top 10      |       |       |        |        | 2      | 3       | 2    |

(Stand: 21. November 2009)